# Космонавт (фильм)
«Космонавт» (исп. El cosmonauta) — научно-фантастический драматический фильм 2013 года, совместное производство Испании, Латвии и России. Режиссёром, продюсером и сценаристом выступил малоизвестный испанский кинематографист Николас Алькала. Средства на производство получались при помощи краудфандинга, а сам фильм распростаняется по лицензии Creative Commons. Первый испанский фильм, почти полностью профинансированный на коллективной основе (80 %).

## Сюжет
В 1967 году двое друзей, Стас и Андрей, прибывают в недавно выстроенный Звёздный городок (близ Москвы). Там советские космонавты готовятся к первому полёту человека на Луну, и время очень дорого, так как необходимо в освоении космоса опередить американцев.
Стас и Андрей становятся непосредственными свидетелями политических интриг, борьбы за власть, успехов и неудач СССР в крупных космических проектах. В Звёздном городке они знакомятся с Юлией, специалистом по коммуникациям, с которой у них завязывается крепкая дружба, очень близкая к любви, но так и не доведённая никем из них до конца.
Проходит несколько лет, и в 1975 году Стаса выбирают первым человеком в мире, который посетит Луну. Прилунение проходит удачно, но, вернувшись, он с потрясением видит родную планету абсолютно пустынной.
Что, если бы вы вернулись домой — и там никого не было? В 1975 году первый советский космонавт на Луне не смог вернуться обратно и был объявлен пропавшим без вести в космосе. Однако через призрачные радиосообщения он утверждает, что вернулся на Землю и нашел её пустой, без единой живой души. Его нереальное присутствие и его голос мало-помалу разрушат мир его любимых.официальный синопсис фильма

## В ролях
- Катрин Де Кандоле — Юлия
- Леон Окендэн — Стас
- Макс Роттесли — Андрей
- Давид Баррасс — Челомей
- Гай Уильямс — Каманин
- Леонарда Кестере-Клавина — жена Каманина
- Дайга Казоцина — жена Комарова
- Артурс Линдеманис — Косыгин
- Гинц Трейс — Гагарин
- Томмасо Де Сантис — Джованни Баттиста Юдика Кордилья[итал.]
- Олег Шапошников — Леонов

Всего в титрах указано около 40 имён, но подавляющее большинство из них — малоизвестные либо вовсе неизвестные зрителю актёры и актрисы.

## Производство и показ
Заметное влияние на концепцию и производство «Космонавта» оказали несколько всемирно известных кинематографистов. В досье проекта в частности упоминаются Вонг Карвай (и его основной кинооператор Кристофер Дойл), Андрей Арсеньевич Тарковский, Хосе Луис Герин, Робер Брессон. Особо отмечаются отсылки к Тарковскому (основные темы его фильмов — память, потерянная любовь и реальность), в его честь названы оба главных героя картины: Андрей и Стас Арсеньевич. Кроме того, в титрах под заголовком «Благодарности» присутствуют имена Марины Тарковской (сестра Андрея Арсеньевича) и Эдуарда Артемьева (композитор многих лент Тарковского).
Идея создания «Космонавта» возникла из двух основных источников:
- беседы между Николасом Алкала и Бруно Тейшидором (в ленте выступил как исполнительный продюсер, ассистент режиссёра и ответственный за графический дизайн) о заговорах, теориях о пропавших космонавтах[англ.] и советской космической программе;
- сборника стихов «Поэтика для космонавтов» (исп. Poética para cosmonautas) Анри Пьеро.

Предпроизводство началось в октябре—ноябре 2008 года, премьера же состоялась лишь в мае 2013 года.
В январе 2009 года концепция производства претерпела кардинальные изменения. Во-первых, было решено создать не короткометражный, а полнометражный фильм. Во-вторых, — использовать способ краудфандинг, а при показе — Creative Commons. Краудфандинговая составляющая выглядела так:
- сделав первоначальный взнос в размере 2 евро, любой человек мог быть указан как «продюсер» в титрах[12];
- при первоначальной инвестиции в размере 100 евро вкладчик мог стать обладателем процентов от прибыли фильма, в титрах он будет указан как investor producer.

Поэтому реклама картины гласила: «Фильм, снятый более чем 5000 людьми». Финальные титры длятся около 20 минут. Утверждается, что 400 000 евро из общего бюджета фильма были собраны благодаря взносам более 5000 частных лиц и организаций.
В распространении фильм одновременно использовал все способы: обычный показ в кинотеатрах, трансляцию по телевидению, продажу книг, DVD, Blu-ray Disc и условно бесплатный просмотр в Интернете (зрителю предлагалось заплатить за просмотр «по желанию», в итоге деньги заплатили лишь 2,5 %).
Согласно продюсерской компании Riot Cinema Collective S. L., бюджет фильма составил 860 000 евро, из которых: 6,5 % — краудфандинг и/или мерчандайзинг, 21 % — частные инвестиции, 32 % — спонсорство, 40,5 % — распределение предпродажной подготовки.
Зрителям предлагалось купить за 5 евро так называемый K-Pass. Это давало возможность приобрести «…вебизоды, книгу, документальный фильм, тонны видеороликов „за кадром“ и эксклюзивный доступ к нашей секретной новостной рассылке».
Фильм снят на английском языке.
Проект поддерживался «различными организациями, в том числе некоторыми российскими космонавтами и директором космических программ НАСА, Университетом Комплутенсе, Музеем аэронавтики, студией „Восток“ (которая разработала веб-сайт) и даже Ричардом Столлманом, основателем движения свободного программного обеспечения, проекта GNU, Фонда свободного программного обеспечения и Лиги за свободу программирования».

## Номинации
В 2014 году «Космонавт» номинировался в 14 категориях на премию «Гойя», но не получил ни одной из наград.

## Критика и наследие
Краудфандинговый кинопроект «Космонавт» столкнулся с серьёзными проблемами в сфере связей с общественностью. Режиссёр и сценарист Николас Алкала публично грубо и унизительно ответил на электронное письмо-резюме от некоего «Карлоса». Испанские социальные сети очень резко отреагировали на это, с многочисленными реакциями по всему Интернету и с тысячами гневных откликов в блогах. В итоге это заставило Алкалу публично принести свои извинения.
Критики положительно оценили оригинальную постановку картины и её фотографическое качество, но негативно отнеслись к её нелинейной структуре и медленному темпу повествования.
- El Mundo: «…фильм представляет собой серию визуально мощных и взаимосвязанных эпизодов без определённой повествовательной линии. Мозаика настоящего, прошлого и далёкого будущего, в которой больше внимания уделяется любовному треугольнику главных героев, чем покорению космоса. Красивая история, снятая в силе Instagram…»[8]
- Hoycinema.com: «…В качестве попытки преодолеть кризис можно только похвалить этот проект, который к тому же совсем не конформистский: съёмки в России, международный актёрский состав и блестящая формальная отделка — вот его визитные карточки… Фильм Николаса Алькалы — это стихотворение в картинках о запоздалом и драматичном прибытии человека на наш любимый естественный спутник, элегия о героях, которые достигли цели, но не вернулись или просто вернулись на необъяснимо пустую лунную Землю. Как это часто бывает с поэзией, ей трудно достучаться до сердец масс…»[13]

В 2018 году вышел документальный фильм, который «рассказывает о неудачной истории „Космонавта“ — первого крупного проекта испанского „краудфандинга“, который с треском провалился».
- Премьера фильма. Мадрид, 14 мая 2013 года.
- Юлия (Катрин Де Кандоле)
- Стас (Леон Окендэн)
- Андрей (Макс Роттесли)